# Юхары-Айрым
Юхары-Айрым (азерб. Yuxarı Ayrım) — село в Кельбаджарском районе Азербайджана.

## История
В годы Российской империи село Айрым находилось в составе Джеванширского уезда Елизаветпольской губернии.
Согласно административно-территориальному делению непризнанной Нагорно-Карабахской Республики, под контролем которой село находилось в 1992—2020 годах, до возвращения под контроль Азербайджана — входило в Шаумяновский район (НКР).
После окончания Второй карабахской войны, 25 ноября 2020 года на основании трёхстороннего соглашения между Азербайджаном, Арменией и Россией от 10 ноября 2020 года Кельбаджарский район, в том числе и село Юхары-Айрым, возвращён под контроль Азербайджана. В января 2021 года Минобороны Азербайджана распространило видеокадры из села.